# آني إيزابيلا جيمس
آني إيزابيلا جيمس (بالإنجليزية: Annie Isabella James)‏ هي مبشرة نيوزيلندية، ولدت في 22 أبريل 1884، وتوفيت في 6 فبراير 1965.